# Тањ Хоа
Тањ Хоа (виј. Thanh Hóa) је град у Вијетнаму у покрајини Тањ Хоа. Према резултатима пописа 2009. у граду је живело 197.551 становника.